# Jevgenij Pljuščenko
Jevgenij Plušenko (rus. Евге́ний Ви́кторович Плю́щенко, Solnečnij u Habarovskom kraju, 3. studenog 1982.) - jedan od najboljih ruskih i svjetskih klizača u umjetničkom klizanju.
Rodio se na dalekom istoku Rusije, 3. studenog 1982. Pluščenko je počeo klizati 1986., u svojoj četvrtoj godini. Brzo je napredovao i već s 15 godina pojavio se na Svjetskom prvenstvu na kojem je osvojio brončanu medalju. Njegov najveći rival na ledu bio je Aleksej Jagudin. 
Više je puta bio prvak Rusije, a sedam puta europski prvak, uz tri srebra. Osvojio je tri svjetska zlata, jedno srebro i broncu. Na Zimskim olimpijskim igrama u Torinu 2006. godine osvaja zlatnu medalju u pojedinačnoj konkurenciji. Na Zimskim olimpijskim igrama u Sočiju 2014., Plušenko je osvojio zlatnu medalju u ekipnoj konkurenciji i pored Julije Lipnickaje bio najzaslužniji za pobjedu ruske ekipe. U pojedinačkoj konkurenciji osvajao je srebra na Zimskim olimpijskim igrama u Salt Lake Cityiju 2002. i u Vancouveru 2010. godine.
Plušenko je poznat po svojim kombinacijama skokova 4,2,3 i 4,3,3 a posebno po "Bilmanovoj spirali", koju rijetko koji muški klizač može izvesti.
Zbog niza ekshibicijskih nastupa u više zemalja, dobio je desetogodišnju zabranu nastupanja na međunarodnim natjecanjima, odlukom Međunarodne klizačke federacije 2010. godine, ali je odluka kasnije promijenjena u lipnju 2011.
Plušenka popularno zovu kraljem leda. Trenirao ga je Aleksej Mišin.
Zbog ozljede nije mogao nastupati u finalu pojedinačke konkurencije u Sočiju pa je proglasio završetak karijere.
Živi s drugom suprugom u Sankt-Peterburgu. Ima po jedno dijete iz oba braka.